# Geelkopbaardvogel
De geelkopbaardvogel (Stactolaema anchietae) is een vogel uit de familie Lybiidae (Afrikaanse baardvogels). Deze vogel is genoemd naar de Portugese natuuronderzoeker José Alberto de Oliveira Anchieta (1832-1897).

## Verspreiding en leefgebied
Deze soort komt voor in het zuidelijke deel van Centraal-Afrika en telt drie ondersoorten:
- S. a. katangae: noordoostelijk Angola, zuidoostelijk Congo-Kinshasa en noordelijk Zambia.
- S. a. anchietae: het zuidelijke deel van Centraal-Angola en westelijk Zambia.
- S. a. rex: het westelijke deel van Centraal-Angola.

## Status
De grootte van de populatie is niet gekwantificeerd maar de soort wordt omschreven als plaatselijk algemeen. Op de Rode lijst van de IUCN heeft deze soort de status niet bedreigd.